# Valentina Tserbe-Nessina
Valentina Adamivna Tserbe-Nessina (en ukrainien : Валентина Адамівна Цербе-Несіна), née le 8 janvier 1969 à Jytomyr (oblast de Tchernihiv), est une biathlète ukrainienne.

## Biographie
Aux Jeux olympiques d'hiver de 1994, elle obtient la première médaille olympique de l'Ukraine indépendante avec le bronze sur le sprint à une seconde de la gagnante Myriam Bédard. Il s'agit de son premier podium sur la scène internationale et comptait juste quelques départs en Coupe du monde et une 22e place comme meilleur résultat. En 1994-1995, elle monte sur son deuxième et dernier podium individuel à l'individuel de Pokljuka. Elle remporte deux médailles de bronze dans des championnats du monde, en 1996 dans le relais et en 1997 sur la course par équipes.
En 1997, elle obtient son unique victoire dans un relais à Nagano. En 1998, avant de se retirer du sport, elle prend part à ses deuxièmes Jeux olympiques.
Après sa carrière, elle devient notamment vice-présidente du club de football de sa ville Prylouky.

## Palmarès
| Épreuve / Édition                | Individuel | Sprint                              | Relais |
| Jeux olympiques 1994 Lillehammer | —          | Médaille de bronze, Jeux olympiques | 5e     |
| Jeux olympiques 1998 Nagano      | 47e        | —                                   | 5e     |

Légende :

— : Elle n'a pas participé à cette épreuve

### Championnats du monde
| Mondiaux / Épreuve      | individuel | Sprint | Poursuite                        | Relais                    | Course par équipes        |
| 1995 Antholz Anterselva | 5e         | 50e    | Épreuve inexistante à cette date | 5e                        | 5e                        |
| 1996 Ruhpolding         | 45e        | —      | Épreuve inexistante à cette date | Médaille de bronze, monde | —                         |
| 1997 Osrblie            | 8e         | 21e    | 23e                              | 5e                        | Médaille de bronze, monde |

Légende :

 : première place, médaille d'or

 : deuxième place, médaille d'argent

 : troisième place, médaille de bronze

 : épreuve inexistante à cette date

— : pas de participation à cette épreuve

### Coupe du monde
- Meilleur classement général : 34e en 1997 et 1998.
- 2 podiums individuels : 2 troisièmes places.
- 2 podiums en relais : 1 victoire et 1 deuxième place.
- 3 podiums en course par équipes : 1 deuxième et 2 troisièmes places.